# Liste der Landschaftsschutzgebiete im Landkreis Cloppenburg
Die Liste der Landschaftsschutzgebiete im Landkreis Cloppenburg enthält die Landschaftsschutzgebiete des Landkreises Cloppenburg in Niedersachsen.
| Bild                                    | Nummer        | Bezeichnung des Gebietes                                                       | Fläche in Hektar | WDPA-ID | Koordinaten | Datum der Verordnung |
| --------------------------------------- | ------------- | ------------------------------------------------------------------------------ | ---------------- | ------- | ----------- | -------------------- |
|                                         | LSG CLP 00001 | Wald am Kommende Bokelesch (Klosterbusch)                                      | 13,00            | 325509  | Position    | 1992                 |
|                                         | LSG CLP 00002 | Osterhauser Wald                                                               | 17,80            | 390330  | Position    | 1992                 |
|                                         | LSG CLP 00003 | Hollen Brand                                                                   | 149,00           | 321727  | Position    | 1992                 |
|                                         | LSG CLP 00004 | Umgebung des Gutes Reinshaus                                                   | 51,10            | 325288  | Position    | 1992                 |
|                                         | LSG CLP 00005 | Soestetal zwischen Talsperre und Friesoythe                                    | 340,00           | 324590  | Position    | 1992                 |
|                                         | LSG CLP 00006 | Duvensand/Horstberg                                                            | 370,00           | 320482  | Position    | 1992                 |
|                                         | LSG CLP 00007 | Igelriede                                                                      | 19,70            | 321867  | Position    | 1992                 |
|                                         | LSG CLP 00008 | Fennens Wald in Osterloh                                                       | 2,50             | 320784  | Position    | 1992                 |
|                                         | LSG CLP 00009 | Markatal zwischen Markhausen und Ellerbrock                                    | 220,00           | 322901  | Position    | 1992                 |
|                                         | LSG CLP 00010 | Lethetal                                                                       | 188,00           | 322581  | Position    | 1992                 |
| Soeste unterhalb von Gut Stedingsmühlen | LSG CLP 00011 | Soestetal zwischen Cloppenburg und Neumühlen                                   | 434,00           | 324589  | Position    | 1992                 |
|                                         | LSG CLP 00012 | Calhorner Mühlenbachtal zwischen Cappeln und Lager Hase                        | 876,50           | 320243  | Position    | 1992                 |
|                                         | LSG CLP 00013 | Tal der Hagelager Bäke bei Bühren                                              | 18,20            | 324983  | Position    | 1992                 |
|                                         | LSG CLP 00014 | Paarberg                                                                       | 52,50            | 323607  | Position    | 1992                 |
| Hilgenstaul bei Liener                  | LSG CLP 00015 | Hilgenstaul bei Liener                                                         | 4,80             | 321612  | Position    | 1992                 |
|                                         | LSG CLP 00016 | Schlatt bei Garthe                                                             | 3,40             | 324159  | Position    | 1992                 |
|                                         | LSG CLP 00017 | Brockhöhe                                                                      | 11,60            | 320098  | Position    | 1992                 |
|                                         | LSG CLP 00018 | Schlatt bei Grönheim                                                           | 1,20             | 324160  | Position    | 1992                 |
|                                         | LSG CLP 00019 | Ilexbestand                                                                    | 1,10             | 321873  | Position    | 1992                 |
|                                         | LSG CLP 00020 | Röpker Durchstich                                                              | 7,10             | 323947  | Position    | 1992                 |
|                                         | LSG CLP 00021 | Totenweg in Bösel                                                              | 1,50             | 325207  | Position    | 1992                 |
| Vogelschutzgehölz                       | LSG CLP 00090 | Vogelschutzgehölz                                                              | 0,60             | 3325433 | Position    | 1950                 |
|                                         | LSG CLP 00092 | Baumallee am westlichen Soesteufer südlich Friesoythe                          | 0,70             | 319814  | Position    | 1950                 |
|                                         | LSG CLP 00093 | Waldgebiet mit vorgeschichtlichen Funden rechts der Straße Löningen – Elbergen | 7,70             | 325572  | Position    | 1950                 |
|                                         | LSG CLP 00094 | Alter Hasearm mit Steilabfall (Lampske Gatt)                                   | 3,70             | 319551  | Position    | 1950                 |
|                                         | LSG CLP 00095 | Teich in Westeremstek                                                          | 1,80             | 325113  | Position    | 1952                 |
|                                         | LSG CLP 00098 | Haseknie                                                                       | 0,30             | 321409  | Position    | 1954                 |
|                                         | LSG CLP 00100 | Mönkeberg                                                                      | 0,20             | 323026  | Position    | 1955                 |
|                                         | LSG CLP 00101 | An der Schweineinsel                                                           | 1,30             | 319637  | Position    | 1955                 |
|                                         | LSG CLP 00102 | In den Wietsbergen                                                             | 2,50             | 321917  | Position    | 1955                 |
|                                         | LSG CLP 00103 | Mennekampsberg                                                                 | 2,00             | 322945  | Position    | 1955                 |
|                                         | LSG CLP 00105 | Grundstück der evangelischen Volksschule in Schwaneburgermoor                  | 1,00             | 321255  | Position    | 1955                 |
|                                         | LSG CLP 00106 | Toter Soeste-Arm                                                               | 0,40             | 325211  | Position    | 1956                 |
|                                         | LSG CLP 00110 | Ländereien im Seerick                                                          | 4,10             | 322402  | Position    | 1962                 |
|                                         | LSG CLP 00112 | Dwergter Sand                                                                  | 970,00           | 320484  | Position    | 1978                 |
|                                         | LSG CLP 00114 | Langes Moor                                                                    | 65,00            | 322516  | Position    | 1984                 |
|                                         | LSG CLP 00115 | Hollener See                                                                   | 81,00            | 321730  | Position    | 1984                 |